# Estivación
Estivación (del latín aestivatio, derivado de aestivare: veranear) es un término muy diferente así se trate de Zoología o de Botánica.

## Término zoológico

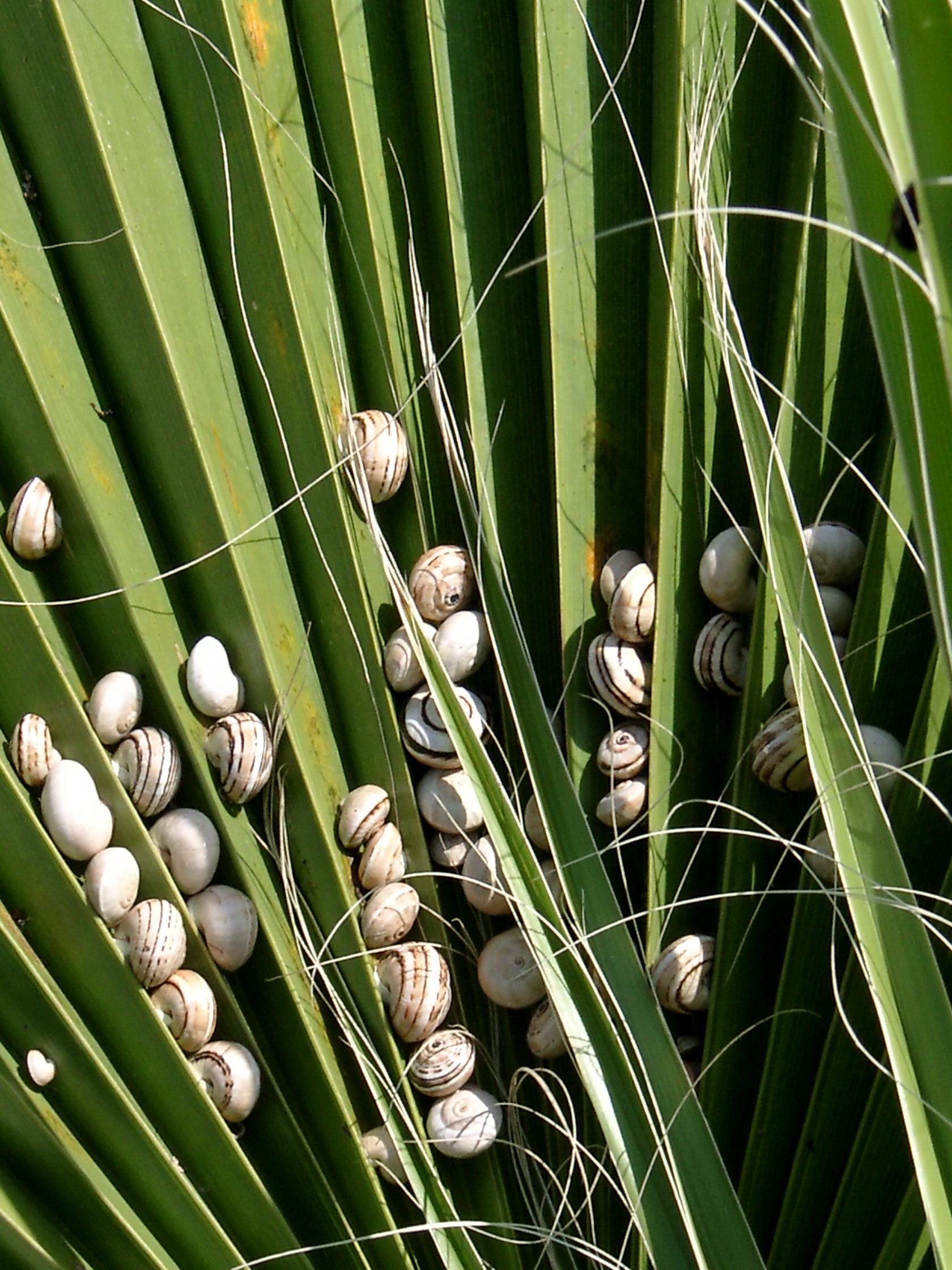
Caracoles del Mediterráneo en estivación.

En Zoología estivación es un estado fisiológico de algunos animales consistente en el letargo, inactividad o torpor que se produce por un descenso en la actividad metabólica como respuesta a las condiciones extremas y periódicas acaecidas durante el verano o estación seca. Estas condiciones pueden ser debidas a un aumento considerable de la temperatura ambiental o a una disminución hídrica importante, ya sea ambiental o del nivel de las masas de agua.
Este fenómeno es más frecuente en especies animales tropicales, pero no es exclusivo y puede producirse también en especies de zonas templadas. Es parte del ciclo biológico de muchas de ellas, y puede ser incluso necesario para el correcto desarrollo embrionario o gonadal, como ocurre en algunas tortugas de América del Sur. 
Durante la estivación, los animales generalmente se entierran en madrigueras de barro húmedo con el que se rodean formando un capullo o vaina que los protege de la deshidratación y de las altas temperaturas. Al enterrarse de esta manera crean microambientes muy diferentes del exterior, llegando a no tener variaciones diarias de temperatura. Ejemplos de animales que se entierran se pueden encontrar entre los peces pulmonados, anfibios y reptiles. Entre estos últimos un ejemplo muy claro de estivación se da en los cocodrilos y caimanes, cuando en las épocas de sequía y escasez de alimentos se entierran en el barro y ralentizan su metabolismo hasta tal punto de llegar a solo 5 latidos del corazón por minuto y bajar su temperatura corporal al nivel del ambiente que les rodea.[cita requerida] Otros animales buscan refugio entre la vegetación, como los caracoles, o en oquedades o guaridas de diferente índole, como anfibios, reptiles e incluso mamíferos.
Si bien los periodos de estivación suelen ser de algunos meses al año, se conocen casos de anuros que permanecen en este letargo hasta 5 años, aunque la mayoría de la población muere durante el proceso.

## Término botánico

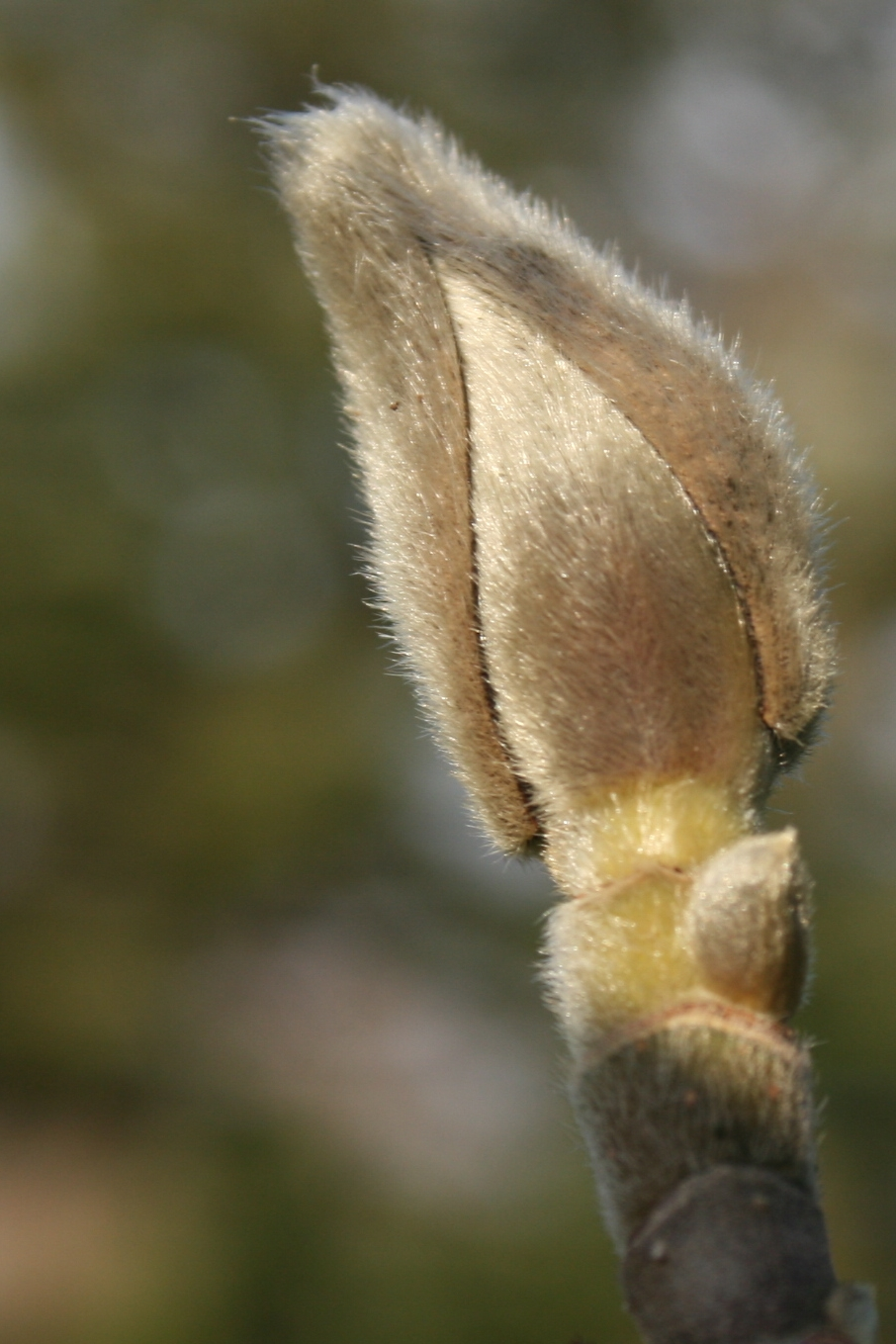
Yema floral de magnolia.

El término estivación se refiere a las yemas florales, que se abren con posterioridad a las yemas foliares. Son los pliegues de las estructuras de un brote floral, es decir, la disposición de las partes de una yema floral.
En taxonomía puede ser un carácter de diagnóstico importante, por ejemplo, en la familia Malvaceae los géneros Fremontodendron y Chiranthodendron son los únicos que no poseen sépalos valvados en las yemas florales.
También es el proceso fisiológico inducido por el calor del sol por el que deben pasar diversos propágulos y semillas para germinar.